# Lackel
Lackel ist im oberdeutschen Sprachraum, hauptsächlich in Österreich, Bayern und in Teilen des Alemannischen sowie im Pfälzischen, ein volkstümlicher Begriff für einen groben, unbeholfenen, tölpelhaften Menschen. Das Wort wird auch verstärkend in den Zusammensetzungen grober Lackel oder Kraftlackel gebraucht. Kraftlackelei ist ein Synonym für das weiter nördlich verbreitete Wort Kraftmeierei.
Die Etymologie des Wortes Lackel ist unklar.